# Magnus Magnusson (Schriftsteller)
Magnus Magnusson (* 12. Oktober 1929 in Reykjavík auf Island; † 7. Januar 2007 in Balmore, Dunbartonshire, Schottland im Vereinigten Königreich) war ein isländisch-britischer Fernseh-Moderator, Journalist, Übersetzer, Schriftsteller und Historiker. Magnusson erreichte auch einen hohen Bekanntheitsgrad durch seine 25 Jahre lang währende Tätigkeit als Gastgeber und Moderator in der britischen Quiz-Show Mastermind im BBC Two.

## Leben
Magnusson wuchs im schottischen Edinburgh auf, wo sein Vater isländischer Konsul war. Nach der Tradition der isländischen Namensgebung hätte er eigentlich Magnús Sigursteinsson heißen sollen. Seine Familie orientierte sich aber an ihren schottischen Vorfahren bei der Wahl seines Vornamens Magnus und er behielt dadurch den Nachnamen seines Vaters Magnusson.
Er ging an der Edinburgh Academy zur Schule und absolvierte danach sein Examen am Jesus College in Oxford. Anschließend war er als Journalist für die Tageszeitung Scottish Daily Express und The Scotsman tätig. Ab 1967 arbeitete er als Freiberufler und war in der Zeit beim BBC tätig, wo er Moderator bei Programmen zur Geschichte und Archäologie sowie Nachrichtensendungen mitwirkte. Er war von 1975 bis 1978 Rektor an der University of Edinburgh und später als Kanzler an der Glasgow Caledonian University berufen. Der Weiteren war er auch als Vorstand der Scottish Natural Heritage tätig, eine staatliche Organisation, die sich in Schottland mit Problematiken zur Umwelt beschäftigt.
Magnusson präsentierte als Moderator von 1972 bis 1997 die lang andauernde britische Fernseh-Quizshow Mastermind. Magnussons Markenzeichen in der Fernsehshow Mastermind war der Spruch: “I’ve started, so I’ll finish.” (Ich habe angefangen, also werde ich zu Ende sprechen.), der von seinem Nachfolger John Humphrys übernommen wurde. Dieser Spruch kam immer, wenn das Signal am Ende der Ratezeit für einen Kandidaten ertönte, bevor die letzte Frage vollständig ausgesprochen worden war. Magnusson hatte später noch einmal einen einmaligen Gastauftritt in Mastermind als er selbst zu der Kinder-Serie Dizzy Heights.
Er übersetzte mehrere Bücher aus der Isländischen Sprache und aus Norrön ins Englische und umgekehrt. Darunter befinden sich mehrere Werke des Schriftstellers und Nobelpreisträgers der Literatur, Halldór Laxness, und eine Reihe von isländischen Sagen wie: Njal Saga (1960), Vinland-Sagas (1965), König Harald's Saga (1966) und die Laxdæla saga (1969). Seine letzte bekannte Übersetzung tätigte er zusammen mit Hermann Pálsson. Magnusson war der Autor der populären Geschichtsbuchsreihe The Vikings (Die Wikinger, erweiterte Ausgabe von 2000). Drei dieser Bücher übersetzte er auch ins Norwegische.
Zusammen mit der Sängerin Björk gehörte Magnusson zu den in Großbritannien bekanntesten Isländern. Seine älteste Tochter Sally Magnusson ist ebenfalls als Moderatorin in Schottland tätig. Im Oktober 2006 erhielt Magnusson die Diagnose Krebs und starb am 7. Januar 2007 an den Folgen dieser Erkrankung.